# Багратион, Екатерина Павловна
Княгиня Екатери́на Па́вловна Багратио́н, урождённая графиня Скавро́нская (7 декабря 1783 — 21 мая (2 июня) 1857, Венеция) — жена полководца Багратиона, прославившаяся в Европе своей красотой и беспечным поведением.

## Биография
Дочь графа Павла Мартыновича Скавронского, посланника в Неаполе, известного своей душевной неуравновешенностью, связанной с чрезмерной любовью к музыке, и Екатерины Васильевны Энгельгардт, племянницы и одновременно фаворитки светлейшего князя Потёмкина.

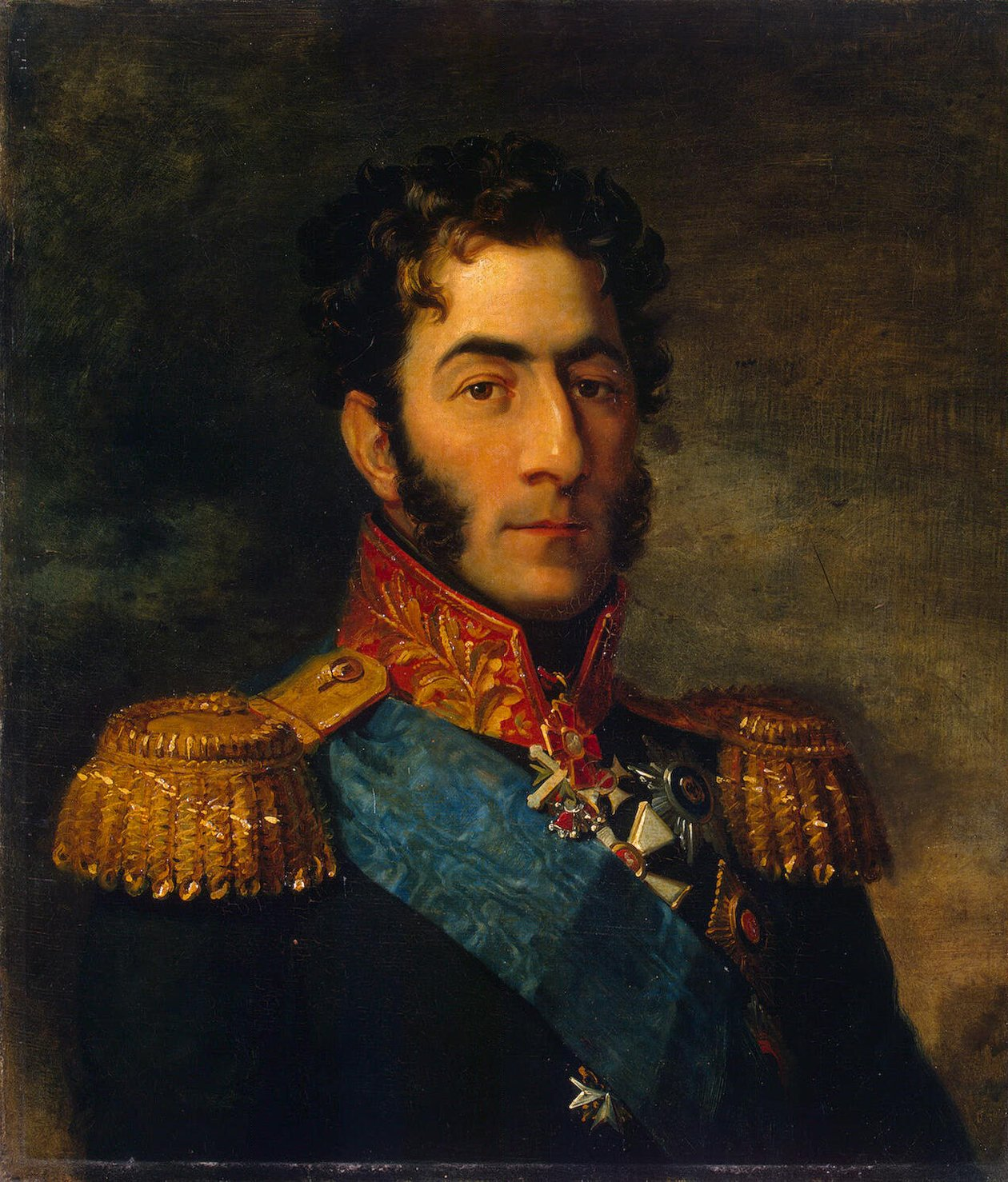
Пётр Багратион

### Свадьба с Багратионом
По воле императора Павла I была выдана замуж за генерала Багратиона в 1800 году. Венчание состоялось 2 сентября 1800 года в церкви Гатчинского дворца.
Брак свершился исключительно по приказу императора, решившего по окончании удачных гатчинских манёвров устроить семейное счастье героя, выдав за него свою очень дальнюю родственницу. Павел в дворцовой церкви объявил придворным о своём намерении присутствовать при обряде венчания князя Багратиона с графиней Скавронской, как говорили, тогда влюблённой в графа Павла Палена. Жених был поражён. Никто не осмелился спорить с монархом. Потрясённую невесту в покоях императрицы «убрали бриллиантовыми к венцу наколками».
Вот что писал об этом союзе генерал Ланжерон:

«Багратион женился на маленькой племяннице [внучатой] кн. Потёмкина… Эта богатая и блестящая пара не подходила к нему. Багратион был только солдатом, имел такой же тон, манеры и был ужасно уродлив. Его жена была настолько бела, насколько он был чёрен; она была красива как ангел, блистала умом, самая живая из красавиц Петербурга, она недолго удовлетворялась таким мужем….»

### «Блуждающая княгиня»

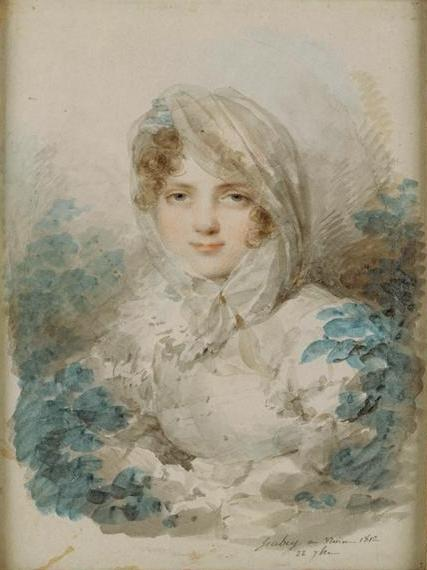
Портрет работы Жана-Батиста Изабе (1820)

В 1805 году княгиня окончательно оставила мужа и уехала в Европу. Детей у супругов не было. Багратион звал княгиню вернуться, но та оставалась за границей под предлогом лечения. Уехав за рубеж, она сделала, как говорили о ней, «из своей кареты как бы второе отечество». В Европе княгиня Багратион пользовалась большим успехом, приобрела известность в придворных кругах разных стран.

Екатерина скандально прославилась на всю Европу. Прозванная «Le bel ange nu» («Обнажённым Ангелом») за своё пристрастие к прозрачным платьям и «Chatte blanche» («Белой кошкой») — за безграничную чувственность, она вышла замуж за генерала князя Петра Багратиона. От матери она унаследовала ангельское выражение лица, алебастровую белизну кожи, голубые глаза и каскад золотых волос.— С.С.Монтефьоре. «Потёмкин»
Как писал Гёте о своем общении с княгиней  в Карлсбаде в 1807 году: "...теперь передо мной открылся новый круг: княгиня Багратион, красивая, прелестная, притягательная, собрала вокруг себя значительное общество. Здесь я был представлен князю Линь... Герцог Кобургский отличался красивой фигурой и грациозными достойными манерами. Герцог Веймарский, которого я должен был назвать первым по отношению ко мне, потому что я был обязан ему почетным принятием в этот круг, восхитительно оживлял его своим присутствием. Граф Корнейлан был здесь всегда отмечен своей серьезной, спокойной манерой держаться и тем, что приносил приятные произведения искусства для развлечения. Перед жилищем княгини, посреди поляны, всегда находилось несколько звеньев этой цепи..."  - Goethe's Werke. Tag- und Jahres-Hefte als Ergänzung meiner sonstigen Bekenntnisse: Von 1807 bis 1822. Vollständige Ausgabe letzter Hand. Band 32. Stuttgart und Tübingen, Cotta'sche Buchhandlung, 1830 - S.17-18 

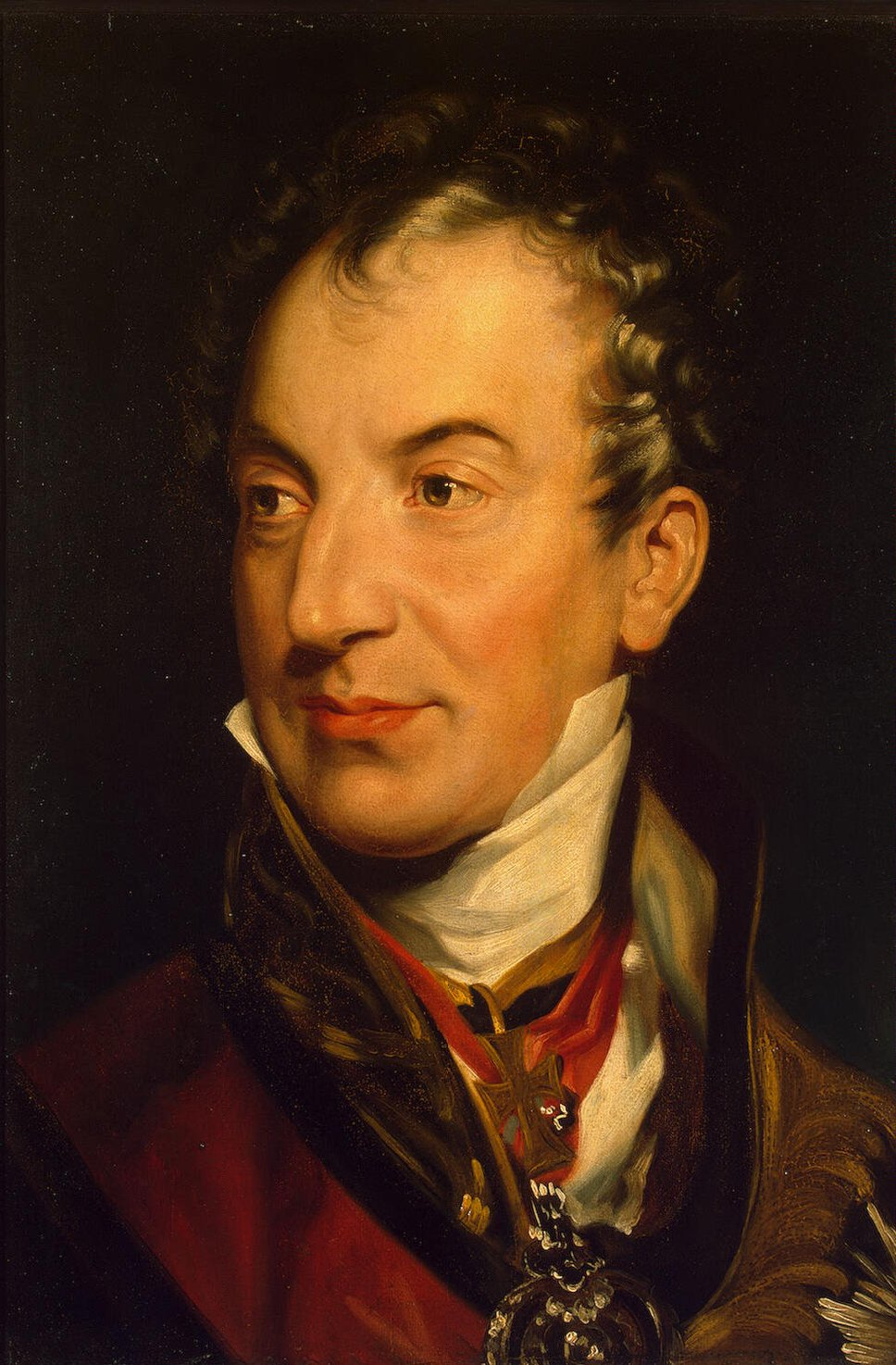
князь Меттерних

В Дрездене её любовником стал граф Меттерних (ещё не князь),  от него в 1810 году она родила дочь Клементину, названную в честь отца. Пальмерстон в своих воспоминаниях отмечал, что княгиня носит исключительно белый полупрозрачный индийский муслин, откровенно облегающий её формы.
Обосновавшись в Вене, княгиня становится хозяйкой прорусского антинаполеоновского салона. (Любопытно, что у Меттерниха был роман и с сестрой Наполеона Каролиной, женой Мюрата). 

Не имея никаких официальных полномочий, княгиня заступает на негласный дипломатический пост. Она хвастала, что знает больше политических тайн, чем все посланники вместе взятые. Под её влиянием высшее австрийское общество начинает бойкотировать французское посольство. В её лице Наполеон нашёл серьёзного политического противника.— Л. Третьякова. «Багратион — наши жёны…»
 Предположительно, оказывала влияние на своего любовника-министра: «через много лет княгиня с удовольствием вспоминала, что именно она уговорила Меттерниха согласиться на вступление Австрии в антинаполеоновскую коалицию». Также ходили слухи о её связи с саксонским дипломатом Фридрихом фон Шуленбергом (Graf Friedrich von Schulenberg), принцем Вюртембергским, лордом Чарльзом Стюартом и прочими.
Гёте встречался с ней в Карлсбаде и восторгался её красотой, когда она начинала новый роман — с принцем Людвигом Прусским, порвавшим ради неё связь с принцессой Сольмс. Принц вскоре погиб в сражении при Заальфельде в Тюрингии, и княгиня вновь возвратилась в Вену.
Князь Багратион тем не менее любил жену; незадолго до гибели он заказал художнику Волкову два портрета — свой и жены. Император оказал на него давление, и Клементина, дочь Меттерниха, была записана законной, в роду Багратионов. По другой версии, дочь при крещении в Вене была записана как Maria Clementina Defohse (без указания обоих родителей), и княгине Багратион при активном содействии министра иностранных дел Австрийской Империи князя Меттерниха пришлось сначала внести запись о признании своего материнства в австрийские регистрационные книги, после чего наконец удалось оформить в Париже в 1828 году свидетельство о рождении дочери как княжны Багратион.  -  Emiel Lamberts. The Struggle with Leviathan, Leuven University Press, 2016, p. 34-38
В публицистике обычно пишут, что Багратион испытывал значительные финансовые трудности, вызванные необходимостью снабжать жену средствами в заграничных вояжах и оплачивать её счета. Это утверждение вызывает вопросы и возможно является художественным преувеличением, так как Екатерина была одной из двух дочерей П. М. Скавронского, наследника всего огромного состояния Скавронских, и её сестра Мария Пален и племянница Юлия Самойлова располагали собственными деньгами и были финансово независимы от супругов. У княгини Багратион, в отличие от князя, деньги были, но как они были разделены между супругами, не указывается. Около 1807 года он заложил в казну орловское имение своей жены, чем вызвал негодование её родственников.
В 1812 году, после Бородинского сражения, княгиня овдовела.

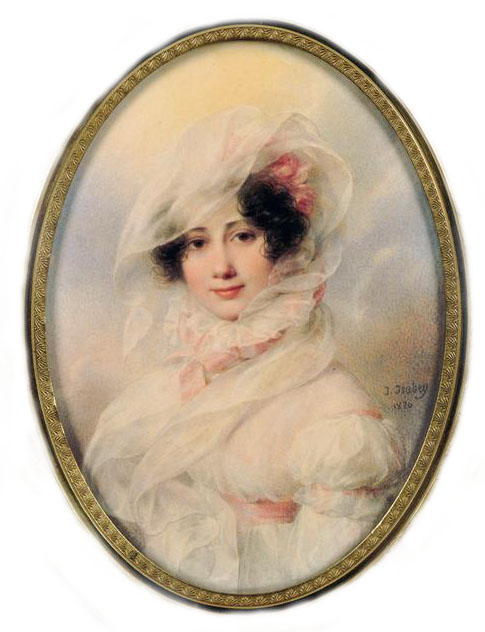
Миниатюра предположительно изображает княгиню Багратион. Сомнения вызывает цвет волос — золотые локоны Екатерины описаны во множестве мемуаров

### Венский конгресс
В 1814 году она блистала на Венском конгрессе, где «Русская Андромеда» соперничала с герцогиней Саган, «Клеопатрой Курляндии», — очередной любовницей Меттерниха, за благосклонность Александра I. Обе львицы поселились в роскошном Palais Palm, заняв каждая свою половину. Сложившийся «любовный квадрат» вызывал немалый интерес у окружающих.
Как утверждают, интерес императора составляла не только красота княгини («княгиня Багратион, чьё остроумие было ещё более обольстительно, нежели цвет лица»), но и имеющиеся у неё сведения:

«Тайным агентом России называли, например, красавицу княгиню Екатерину Багратион, — писал современник, — умную и ловкую интриганку, женщину в высшей степени легкомысленную. Во время Венского конгресса император Александр бывал у неё по вечерам и во время этих посещений, затягивавшихся до позднего часа, выслушивал интересовавшие его сообщения».

Впрочем, насколько истинно то, что княгиня «состояла на секретной службе», неизвестно. Существуют мнения, что она была просто инструментом:

Те хитрости, которые Александр I применил в начале Венского конгресса в борьбе с Меттернихом, были женские хитрости. Желая выведать тайны лукавого дипломата, он овладел симпатиями сначала княгини Багратион, бывшей любовницы Меттерниха, а потом симпатиями герцогини Саган, к которой как раз в эпоху конгресса питал особую нежность сластолюбивый австрийский князь. Известно, что будущие творцы Священного союза ознаменовали свои отношения в ту пору самой скандальной ссорой, и Меттерних в своих мемуарах, весьма, впрочем, лживых, уверял даже, что Александр вызывал его на дуэль.— Г.И. Чулков. «Императоры: Психологические портреты»

### Дальнейшая жизнь
В 1815 году перебралась в Париж, приобретя особняк на Елисейских полях (Rue Faubourg St. Honoré, 45), прославилась там многочисленными любовными связями и потёмкинскими брильянтами, находилась под присмотром тайной полиции, держала салон. В нём бывал Бальзак, он упоминается в романе Гюго «Отверженные». Поваром княгини был Мари Антуан Карем, создатель высокой кухни. В одном из своих писем Бальзак говорит, что княгиня была одной из двух женщин, с которых он писал Феодору в «Шагреневой коже».

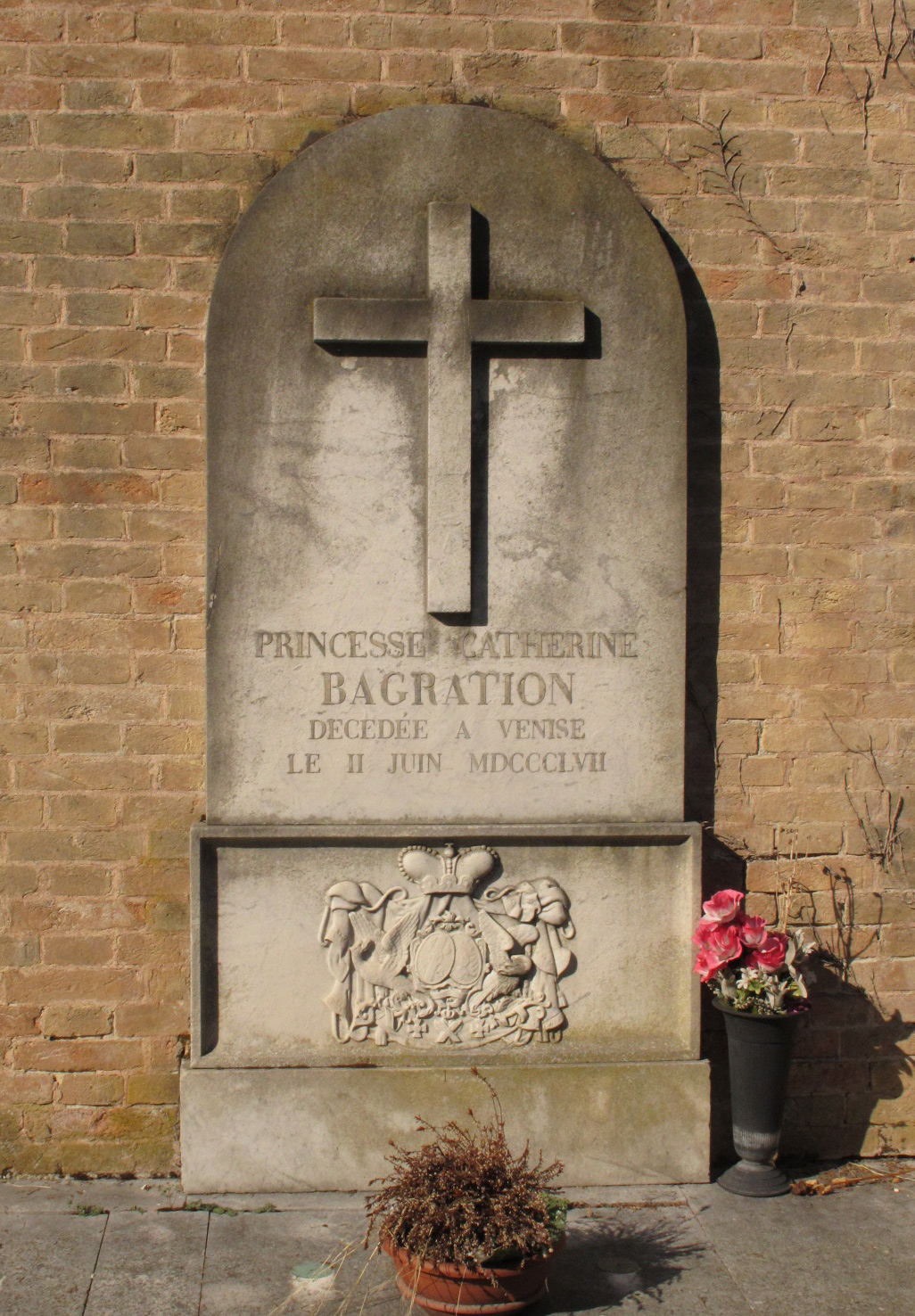
Надгробье Екатерины Багратион на венецианском кладбище Сан-Микеле

11 января 1830 года стала женой английского генерала и дипломата Карадока, лорда Хоудена (Sir John Hobart Caradoc, 2nd Baron Howden of Howden and Grimston) (1799—1873), который был младше её на 16 лет. Она решила оставить фамилию Багратион, и вскоре стала жить с новым мужем раздельно. Карадок отличался привлекательностью для женщин, и при расставании даже ходили слухи, что он инициирует развод, так как привлёк внимание юной королевы Виктории.
К преклонным годам у княгини отнялись ноги, и лакеи возили её в кресле. Скончалась в возрасте 73 лет, похоронена в Венеции.

## Портреты
- Две миниатюры Жана-Батиста Изабе (фр. Jean-Baptiste Isabey), хранящиеся в Лувре[20].
- Упоминается портрет работы Боровиковского и Волкова.

## В литературе
- Stella K. Hershan. «The Naked Angel». ISBN 3-937800-27-1. Роман о любви Екатерины и Меттерниха.
- Персонаж романа Барбары Картленд «Ледяная дева».
- Одна из главных героинь исторической повести Михаила Казовского «Катиш и Багратион».
- Упоминается в романе Пикуля «Пером и шпагой».
- Упоминается в историческом романе Льва Никулина "России верные сыны", где ей дана отрицательная характеристика.
- Данилова, Альбина Ожерелье светлейшего. Племянницы князя Потёмкина. Биографические хроники. — М.: Изд-во Эксмо, 2006. — 608 с.,ил. (глава «Екатерина», посвящённая Е. Энгельгардт-Скавронской)

ISBN 5-699-09107-6

## В кинематографе
- В историко-биографическом фильме «Багратион» (СССР, 1985) роль Екатерины Павловны Багратион (Скавронской) исполнила Таисия Литвиненко.